# Kanovnické rezidence v Olomouci
Kanovnické rezidence sloužily jako sídla i kanceláře kanovníků. Čtrnáct rezidenčních kanovníků  olomoucké kapituly (počet se ustálil na počátku 18. století) obývalo 14 paláců na olomouckém Předhradí. Po své instalaci a přísaze věrnosti kanovník dostal přidělenu rezidenci a kanovnickou porci – požitky z prebend, vázaných na kanonikát. Podle svých hodností a služebního věku (ancienity) si mohl kanovník posléze rezidence volit (opční právo). Po smrti každého kanovníka proto docházelo k přesunům v držení kanovnických prebend i rezidencí. S nárůstem počtu kanonikátů vzrostl i počet rezidencí, mezi něž byly počítány i rezidence vikářů kapituly.

## Seznam kanovnických rezidencí

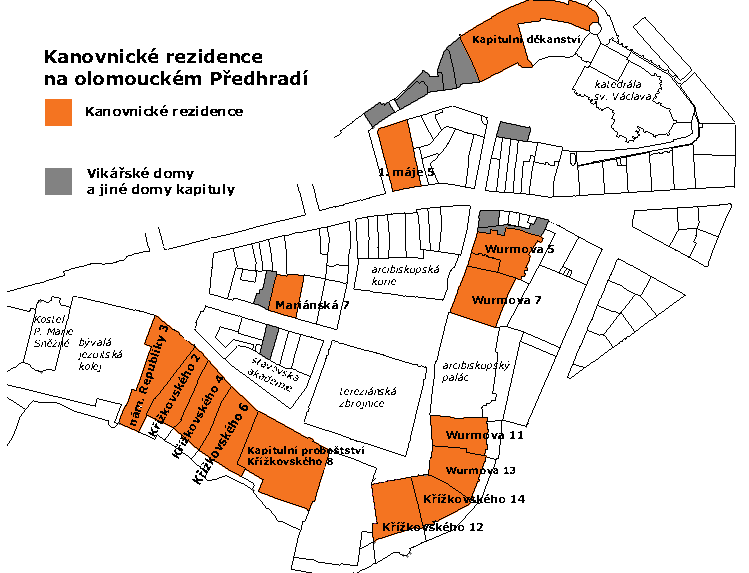

Dříve byly rezidence nazývány také podle kanovníků, kteří je postavili nebo je dali výrazně přestavět.
- Kapitulní děkanství (Olomouc), dnes sídlo Arcidiecézního muzea
- Kapitulní proboštství, dnes sídlo Rektorátu Univerzity Palackého a Filozofické fakulty UP
- Kanovnická rezidence třída 1. máje 5 (Olomouc), čp. 820
- Kanovnická rezidence Wurmova 5 (Olomouc), čp. 588, zv. „residentia Orlickiana“
- Kanovnická rezidence Wurmova 7 (Olomouc), čp. 577, dnes sídlo W7 – kulturní a komunitní centrum, ve kterém se nachází například Divadlo na cucky, Maltézská pomoc, Poradna pro ženy a dívky či Bajkazyl
- Kanovnická rezidence Wurmova 11 (Olomouc), čp. 537, zv. „residentia Glandorfiana“
- Kanovnická rezidence Wurmova 13 (Olomouc), čp. 526, zv. „residentia Schröffeliana“, dnes sídlo Konzervatoře Evangelické akademie
- Kanovnická rezidence Křížkovského 14 (Olomouc), čp. 514, zv. „residentia Pavlovskiana“, dnes sídlo Filozofické fakulty UP
- Kanovnická rezidence Křížkovského 12 (Olomouc), čp. 513, dnes sídlo Filozofické fakulty UP
- Kanovnická rezidence Křížkovského 6 (Olomouc), čp. 505, zv. „residentia Salmiana“, dnes sídlo Arcidiecézní charity Olomouc
- Kanovnická rezidence Křížkovského 4 (Olomouc), čp. 502, zv. „residentia Dirriana“, dnes sídlo Centra Aletti
- Kanovnická rezidence Křížkovského 2 (Olomouc), čp. 425, dům „U černé brány“, dnes sídlo Centra Aletti
- Kanovnická rezidence nám. Republiky 3 (Olomouc), čp. 422, zv. „residentia Salisburgiana“, dnes sídlo VOŠs Caritas
- Kanovnická rezidence Mariánská 7 (Olomouc), čp. 853

## Historie
Olomoucké Přehradí vzniklo současně s olomouckým hradem, jako jeho ekonomické a hospodářské zázemí. Podle stavebně-historického průzkumu bylo nejstarší zastavěnou částí Olomouce již v raně gotické době. Původním majitelem pozemků byl olomoucký fojt, který v polovině 13. století dvě parcely u biskupského kostela sv. Petra kanovníkům Vojslavovi a Arnoldovi, kteří si na nich postavili domy. V roce 1254 pak byly listinou Přemysla Otakara II. předány další dvě vedlejší  parcely olomoucké kapitule.  Předhradí se  postupně  stalo církevním územím. 
Kanovnické domy v Křížkovského ulici  vznikaly na středověkých parcelách. K velkému poškození rezidencí došlo během třicetileté války. Jejich obnova probíhala ve 2. polovině  17. století, zejména za biskupa Karla z  Lichtenštejna. Domy byly v majetku olomoucké kapituly až do poloviny 20. století, kdy v souvislosti s politickými změnami po únoru 1948 přešly do vlastnictví státu. V té době procházely většími stavebními úpravami s ohledem na jejich využití různými subjekty. Po sametové revoluci v  roce 1989 se vrátily církvi a jejich majitelem se stala Metropolitní kapitula v Olomouci.  Některé domy prodány institucím, které je dlouhodobě využívaly a spravovaly ještě před rokem 1989.  Mezi tyto objekty patří budovy na ulici Křížkovského 8–14, kde sídlí Rektorát a Filosofická fakulta Univerzity Palackého. Rezidence na Křížkovského 4 byla prodána Tovaryšstvu Ježíšovu, které spravuje Akademickou farnost Olomouc. Domy, které si kapitula ponechala ve svém vlastnictví, pronajímá a poskytuje tak zázemí převážně vzdělávacím institucím, neziskovým či zájmovým organizacím. Na základě dohody mezi církví a státem  bylo roku 2006 v budově kapitulního děkanství  po rozsáhlé rekonstrukci otevřeno Arcidiecézní muzeum. 
Za budovami č. 8, 10, 12 a 14 v Křížkovského ulici byly v rámci novodobého opevňování města  vybudovány parkány, na kterých byly začátkem 18. století  založeny zahrady určené pro soukromé potřeby obyvatelů rezidencí. V roce 2011 byly historické zahrady po revitalizaci otevřeny pro veřejnost. 